# Fala mechaniczna

Fala mechaniczna

Fala mechaniczna – fala rozchodząca się w ośrodku materialnym poprzez rozprzestrzenianie się drgań tego ośrodka, opisywane jako zaburzenia pewnej wielkości fizycznej wynikające z ruchu cząstek ośrodka względem ich położenia równowagi. Przykładami fal mechanicznych są fale morskie, fale dźwiękowe, fale sejsmiczne.
Fale mechaniczne rozchodzące się w ośrodkach sprężystych będące rozprzestrzenieniem się zaburzeń wywołanych oddziaływaniami sprężystymi określane są jako fale sprężyste. Przykładami fal sprężystych są fale dźwiękowe, fale sejsmiczne. 
Fale mechaniczne mogą być w szczególności falami podłużnymi, w których kierunek drgań jest zgodny z kierunkiem rozchodzenia się fali (np. fala dźwiękowa) lub poprzecznymi, gdzie kierunek drgań jest prostopadły do kierunku rozchodzenia się tej fali (np. fala powstała na linie). Możliwa jest również sytuacja pośrednia, np. w przypadku fal na wodzie, gdy drgania zachodzą się równocześnie wzdłuż kierunku jej rozchodzenia, jak i w kierunku poprzecznym.
W procesie rozchodzenia się fali zasadnicze znaczenie ma proces odwracalnych przemian potencjalnej energii mechanicznej (energii ciśnienia bądź naprężenia) w energię kinetyczną. W czasie tych przemian część energii może być tracona, a zjawisko takie nazywane jest tłumieniem fali. Poszczególne ośrodki mogą znacznie różnić się własnościami mechanicznymi, co prowadzi do znacznych różnic w przebiegu zjawisk falowych w różnych materiałach. Dla przykładu, w stali dźwięk rozchodzi się w przybliżeniu 20 razy szybciej niż w powietrzu. Decydująca jest tu sprężystość ośrodka. Zmiana naprężenia w danym ośrodku ma wpływ na rozchodzenie się w nim fali mechanicznej. Przykładem może być struna, w której szybkość rozchodzenia się fali zmienia się zależnie od jej naprężenia, co wykorzystuje się do strojenia instrumentów strunowych.